# Motala kommunvapen

Motala kommunvapen (ej längre använd)

Motala kommunvapen härstammar från när Motala blev stad 1881 och då också fick sitt av konungen gillade vapen vars blasonering löd Två gånger styckad av silver, vari två motvända nedåtriktade svarta vingar, blått och rött, vari en propeller av silver överlagd två korslagda merkuriestavar av guld. I maj 1949 fastställdes istället den blasonering som nu används. Efter kommunbildningen 1971 kom vapnet ur bruk. Såväl Östgöta-Dal (som 1967 gått upp i Vadstena) som Godegård och Vadstena hade haft egna vapen. Någon enighet om vilket vapen kommunen skulle föra kunde inte uppnås. 1980 bröts Vadstena ut ur kommunen och efter delningen beslöts att kommunen skulle återanvända stadens vapen. Detta registrerades hos PRV 1984.
Den blåa balken föreställer Göta kanal. Den röda propellern representerar AB Motala Verkstad. Markattorna är tagna från Baltzar von Platens vapen.
Sedan 1995 använder Motala kommun en annan logotyp än vapenskölden vilken bara får användas av kommunfullmäktiges ordförande i Motala vid speciella tillfällen.

## Blasonering
Blasonering: I fält av silver en blå balk, åtföljd ovanför av två emot varandra vända nedåtriktade svarta örnvingar, vilka upptill utformats som markattehuvuden, och nedanför av en fyrbladig propeller.

## Vapen för tidigare kommuner inom den nuvarande kommunen

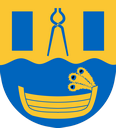
Godegårds landskommun (1953–1970)
Motala stad (1881–1949)
Motala stad (1949–1970)

## Vapen för tidigare kommuner inom nuvarande Vadstena kommun

Folkunga landskommun (1955–1970)
Vadstena stad (1938–1970)
Östgöta-Dals landskommun (1954–1966)